# سرگئی یوران
سرگئی یوران (روسی: Сергей Николаевич Юран؛ زادهٔ ۱۱ ژوئن ۱۹۶۹) بازیکن سابق و مربی فوتبال اهل روسیه است.
از باشگاه‌هایی که در آن بازی کرده‌است می‌توان به باشگاه فوتبال اشتورم گراتس، باشگاه فوتبال پورتو، باشگاه فوتبال فورتونا دوسلدورف، باشگاه فوتبال اسپارتاک مسکو، باشگاه فوتبال دینامو کی‌یف، باشگاه فوتبال بوخوم، باشگاه فوتبال میلوال، باشگاه ورزشی بنفیکا، و باشگاه فوتبال زوریا لوهانسک اشاره کرد.
وی همچنین در تیم‌های ملی فوتبال شوروی، کشورهای مشترک‌المنافع، و روسیه بازی کرده‌است.